# Тадей Дивитчиян
Тадей Дивитчия̀н е арменски печатар.

## Биография
Роден е през 1810 година в Цариград. От 1844 година е стопанин на печатница „Трудолюбива пчела“ на Константин Огнянович в Цариград. След като я обновява и снабдява с най-добрите за времето си машини, обзавежда и букволеярно отделение. В периода 1844 – 1877 година отпечатва 72 български книги, между тях са на Александър Екзарх, Стоян Робовски, Павел Божигробски, Панарет Пловдивски, Анастас Гранитски. През 1848 година отпечатва и първите 19 броя на „Цариградски вестник“. Многократно е арестуван от османските власти за разпространение на печатните си издания из българските земи. Автор и издател е на „Буквар или начално учение за деца...“ в Смирна през 1859 година. 
Умира на 13 юни 1878 година.